# Мирче Ацев
Вижте пояснителната страница за други личности с името Мирче Ацев.
Мирче Хаджикостадинов Ацев от рода Симоновци, наречен Оровчанец, е български революционер, войвода на Вътрешната македоно-одринска революционна организация.

## Биография
Мирче Ацев е роден през 1859 година в село Ореовец, тогава в Османската империя. Баща му Аце Хаджикостадинов е убит от помаци при тиквешкото село Сирково.
Мирче Ацев учи в Прилеп, а след това е овчар. След убийството на баща си се включва в четата на Коне Павлов, но е арестуван и затворен в Солунския затвор Беяз куле през 1885 година. Бяга от затвора и се прехвърля в България.
През престоя си в София участва в убийството на Стефан Стамболов, подготвено от Наум Тюфекчиев, и лежи 3 години в затвора Черната джамия. Заедно с братята си Петър и Георги се включва в революционната дейност на ВМОРО срещу османските власти. През 1899 година влиза с върховистка чета в Неврокопско. Води две сражения през 1899 година - на 16 септември в местността Папазчеир в Пирин и на 18 октомври край село Цървени град От юни 1900 година в Прилепско води терористична чета, която убива турски злодеи, за да сплаши властта. Тази чета е екипирана и въоръжена в България от ВМОК. През юли-септември 1900 година четата му убива: Асан Сулопушка, който тероризира село Долнени, Ферит Ружди бей и тримата му другари - по молба на няколко охридски села, Сали Апо и Шериф ага с двама другари, опитващи се да ограбят жител на Дуйне и да отвлекат дъщеря му. През пролетта на 1901 година в тиквешкото село Уланци, турски аскер открива четата и я разбива. В битката загива и войводата Мирче Ацев. Наследен е в района от войводата Марко Лазаров.
Югославският партизанин Мирче Ацев е братов внук на войводата Мирче Ацев.